# Bellingham (Minnesota)
Pour les articles homonymes, voir Bellingham.
Bellingham est une ville américaine située dans le Comté de Lac qui Parle, dans le Minnesota. Selon le recensement de 2010, sa population est de 168 habitants.